# Marcia Lewis
Marcia Lewis (* 8. August 1938 in Melrose, Massachusetts; † 21. Dezember 2010 in Brentwood, Tennessee) war eine US-amerikanische Schauspielerin und Sängerin.

## Leben
Lewis wurde als Tochter von Edwin Parker und seiner Ehefrau Bernice (Lamb) Lewis geboren. Sie wuchs in Cincinnati im US-Bundesstaat Ohio auf. 1959 erwarb sie einen Abschluss als Krankenschwester (Registered Nurse) an der Jewish Hospital School of Nursing in Cincinnati. Als Krankenschwester arbeitete sie am Krankenhaus der University of Cincinnati (The University of Cincinnati Hospital) und am Mount Sinai Hospital in New York City.
Lewis gab ihr Debüt am Broadway in der Saison 1969/1970, als sie in dem Musical Hello, Dolly! die Rolle der Ernestina übernahm; ihre Partner waren Phyllis Diller und Richard Deacon. Weitere Auftritte am Broadway hatte sie als Miss Hannigan in dem Musical Annie (1981–1983), als Rachel Halpern in dem kurzlebigen Musical Rags an der Seite von Teresa Stratas (1986) und 1990/1991 als Ehefrau Golde in der Wiederaufnahme von Anatevka, in der Topol ihr Partner war. In anderen Produktionen spielte sie die Golde auch an der Seite von Theodore Bikel und Nehemiah Persoff.
Weitere Broadwayerfolge waren insbesondere ihre Rollen als altjüngferliche Englischlehrerin und Schuldirektorin Miss Lynch in dem Musical Grease (1994–1998) und ab November 1996 als Mama Morton in der Broadway-Wiederaufnahme des Musicals Chicago. In dem letztgenannten Musical brillierte sie insbesondere mit dem Song When You're Good to Mama, in dem sie den Insassinnen die Regeln des Frauengefängnisses erklärte, und in dem Duett Class, in dem sie gemeinsam mit der Mörderin Velma Kelly die Vulgarität der Welt beklagte. Zuletzt trat sie 2006 in dieser Rolle am Broadway auf. Außerdem verkörperte sie die Rolle von Fräulein Schneider in dem Musical Cabaret unter anderem in einer Tourneeproduktion mit Joel Grey.
Neben ihren Musicalrollen übernahm Lewis auch mehrere dramatische Rollen im Sprechtheater, unter anderem 1969 die Lorene in der Komödie The Time of Your Life von William Saroyan, 1989 die misstrauische Krankenschwester Miss Porter in Orpheus steigt herab von Tennessee Williams (an der Seite von Vanessa Redgrave) sowie Rollen in mehreren Off-Broadway-Produktionen.
Lewis erhielt zwei Nominierungen für den Tony Award, jeweils in der Kategorie „Best Performance by a Featured Actor in a Musical“ für ihre Rollen in den Musicals Grease und Chicago. Außerdem wurde sie zweimal für den Drama Desk Award nominiert, in der Kategorie „Outstanding Featured Actress in a Musical“ für ihre Rollen in Chicago und Rags.
Als Sängerin trat Lewis auch in diversen Cabarets und Clubs in Manhattan auf, unter anderem im Rainbow & Stars, Upstairs at the Duplex, Upstairs at the Downstairs, Grande Finale, Reno Sweeney’s, Freddy's Eighty-Eights, Town Hall, The Village Gate und im Russian Tea Room. Mit einer One-Woman-Show gab sie auch ein Konzert in der Carnegie Hall. Außerdem veröffentlichte sie eine Solo-CD Marcia Lewis Nowadays.
Seit den 1970er Jahren übernahm Lewis auch einige Film- und Fernsehrollen, hauptsächlich in Fernsehfilmen und Fernsehserien, unter anderem in Reich und Arm, Baretta, Who’s Watching the Kids und Goodtime Girls.

## Privates
Lewis war zweimal verheiratet. 1966 heiratete sie Richard Alan Woody; die Ehe wurde 1990 geschieden. In zweiter Ehe war Lewis seit Juni 2001 mit dem Finanzberater Fred D. Bryan verheiratet. Lewis litt an Lungenkrebs und Hirnkrebs. Sie starb in ihrem Haus in Brentwood, einem Vorort von Nashville.

## Filmografie (Auswahl)
- 1974: Das Diamantenquartett (The Great Ice Rip-Off)
- 1976: Reich und Arm (Rich Man, Poor Man)
- 1976: Baretta
- 1976: Die Sieben-Millionen-Dollar-Frau (The Bionic Woman)
- 1978–1979: Who’s Watching the Kids
- 1980: Goodtime Girls
- 1983: Mrs. Lynch (Night Warning)
- 1984: Krieg der Eispiraten (The Ice Pirates)
- 1990: Orpheus steigt herab (Orpheus Descending)